# Parterre del Retiro
El Parterre es un jardín situado en el Parque del Retiro de Madrid, España.

## Historia
El jardín del Parterre se construyó durante el reinado de Felipe V (1724-1746) en el emplazamiento de otro jardín, el Jardín de las Ocho Calles u Ochavado, formado por 8 calles que se cruzaban en una plaza circular. 
Debido a su abandono tras los destrozos provocados, un siglo después, durante la invasión francesa (1808-1814), Francisco Viet, jardinero mayor de los Jardines del Campo del Moro, se encargó de su remodelación. Se levantó el muro de contención que ha prevalecido hasta la actualidad y se construyó un mirador. Bajo el mirador se incluyó una fuente de piedra y ladrillo, así como otras dos fuentes de alabastro a los lados.
La Puerta de Felipe IV se instalaría en 1922 fruto del traslado de la, hasta entonces, conocida como Puerta de Mariana de Neoburgo, que estaba emplazada entre el Museo del Prado y la iglesia de san Jerónimo el Real.
La última reforma se ejecutó tras la Guerra Civil (1936-1939), y consistió en añadir o modificar elementos botánicos como aligustres, setos de boj o el propio césped.

## Curiosidades
En el jardín del Parterre se encuentra el Ciprés Calvo (Taxodium distichum), el árbol más antiguo de Madrid, con una edad que se estimaba de unos 400 años, aunque estudios recientes sitúan su edad en los 200 años.

## Galería de imágenes

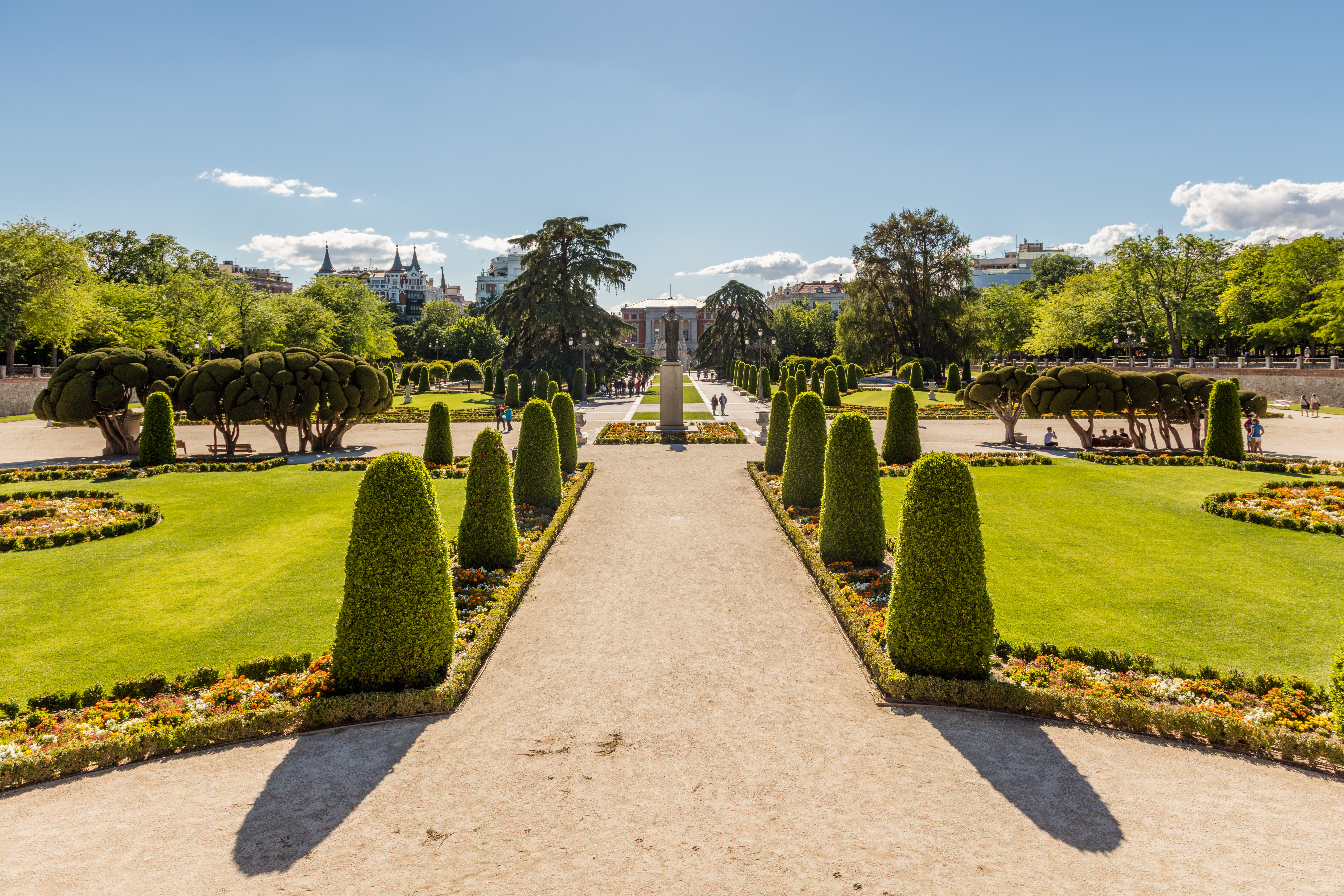
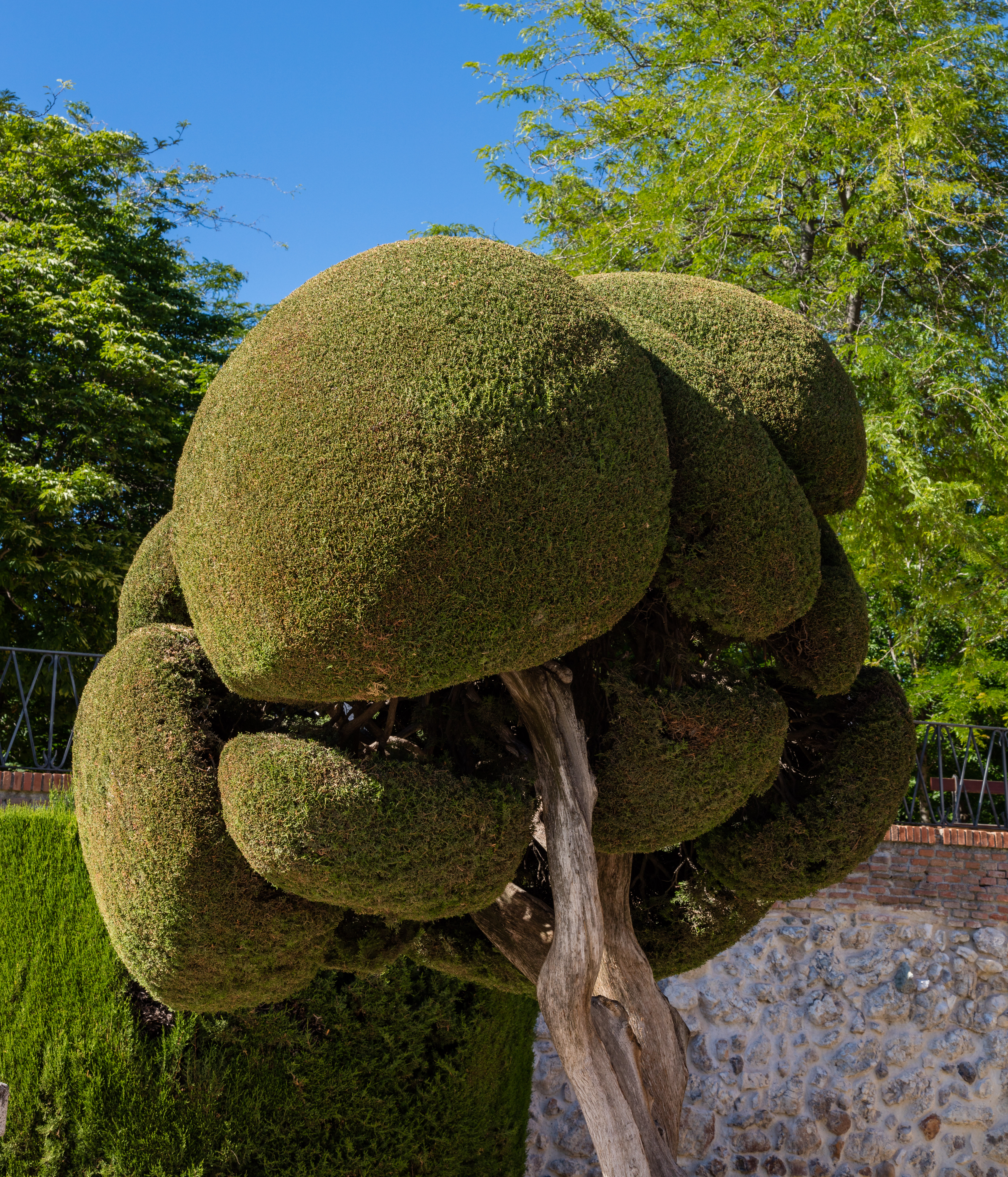
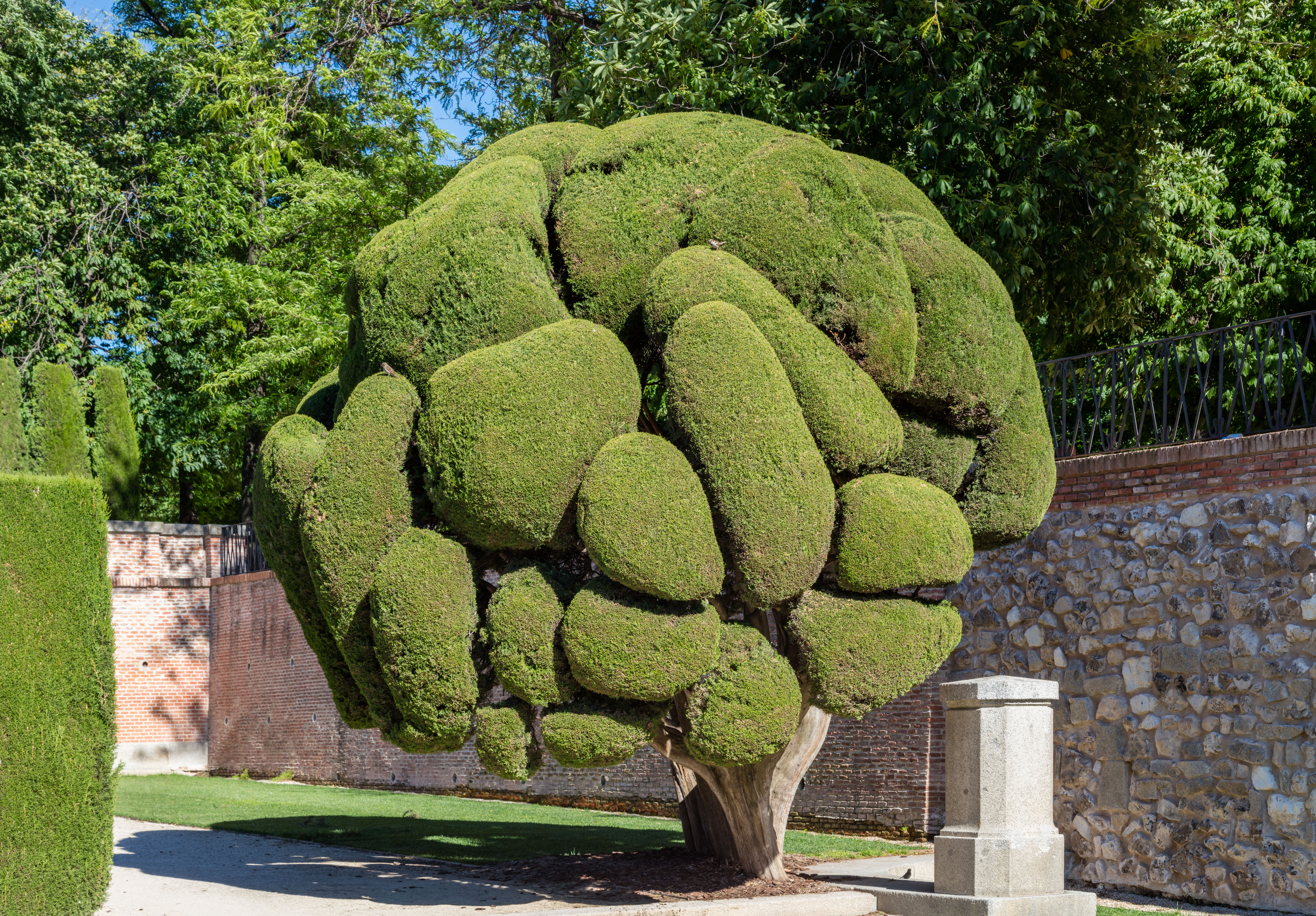
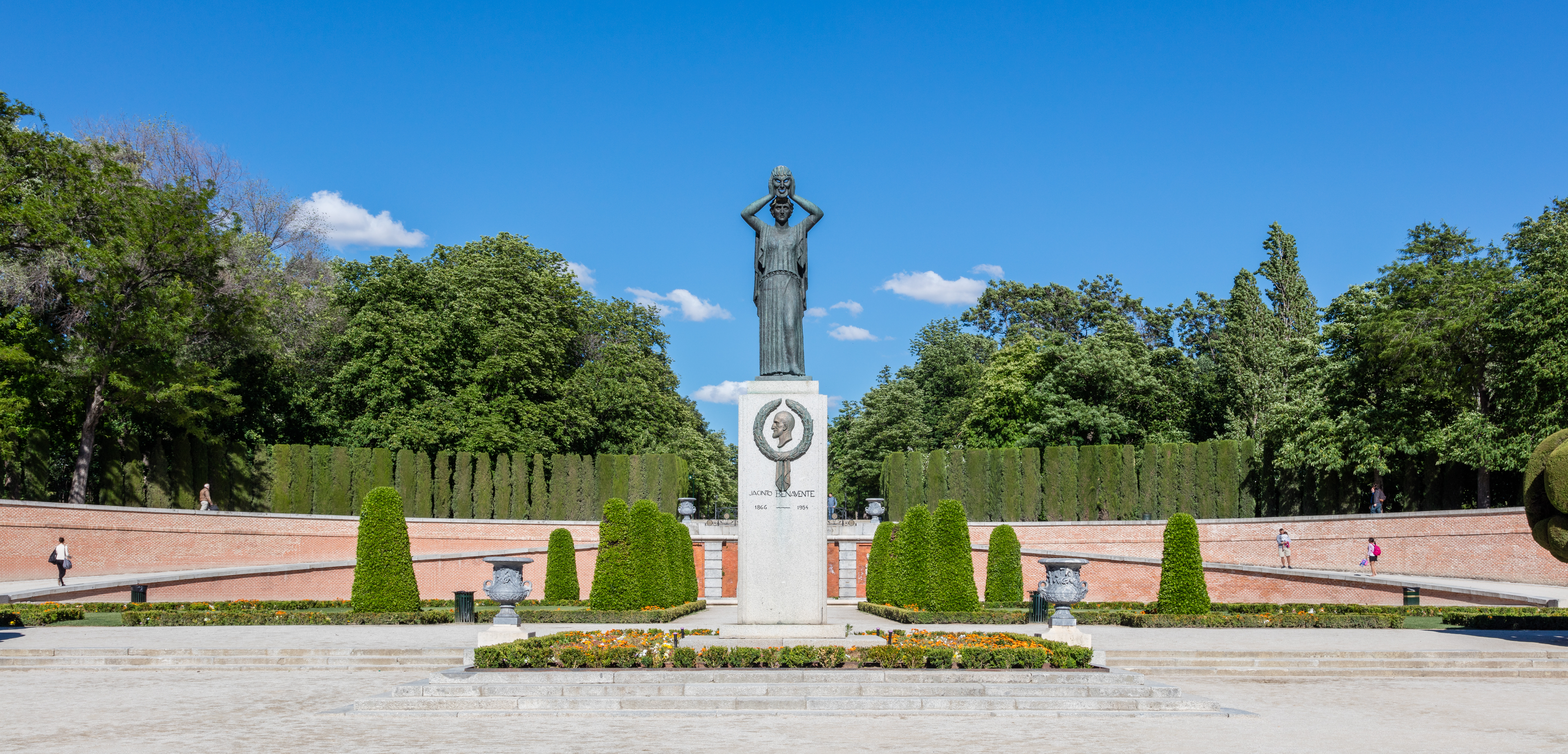
Monumento a Jacinto Benavente en el Parterre del Retiro.
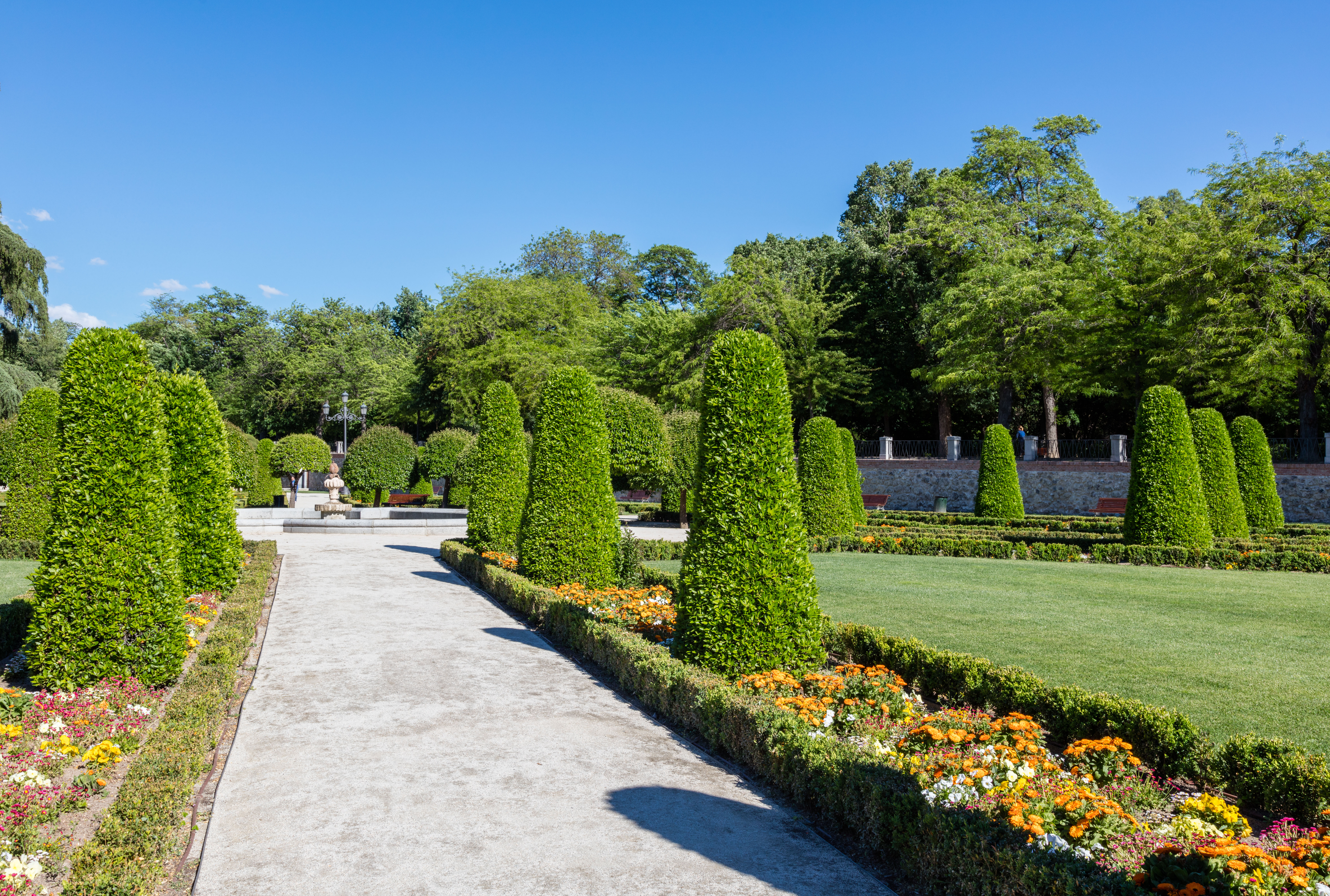
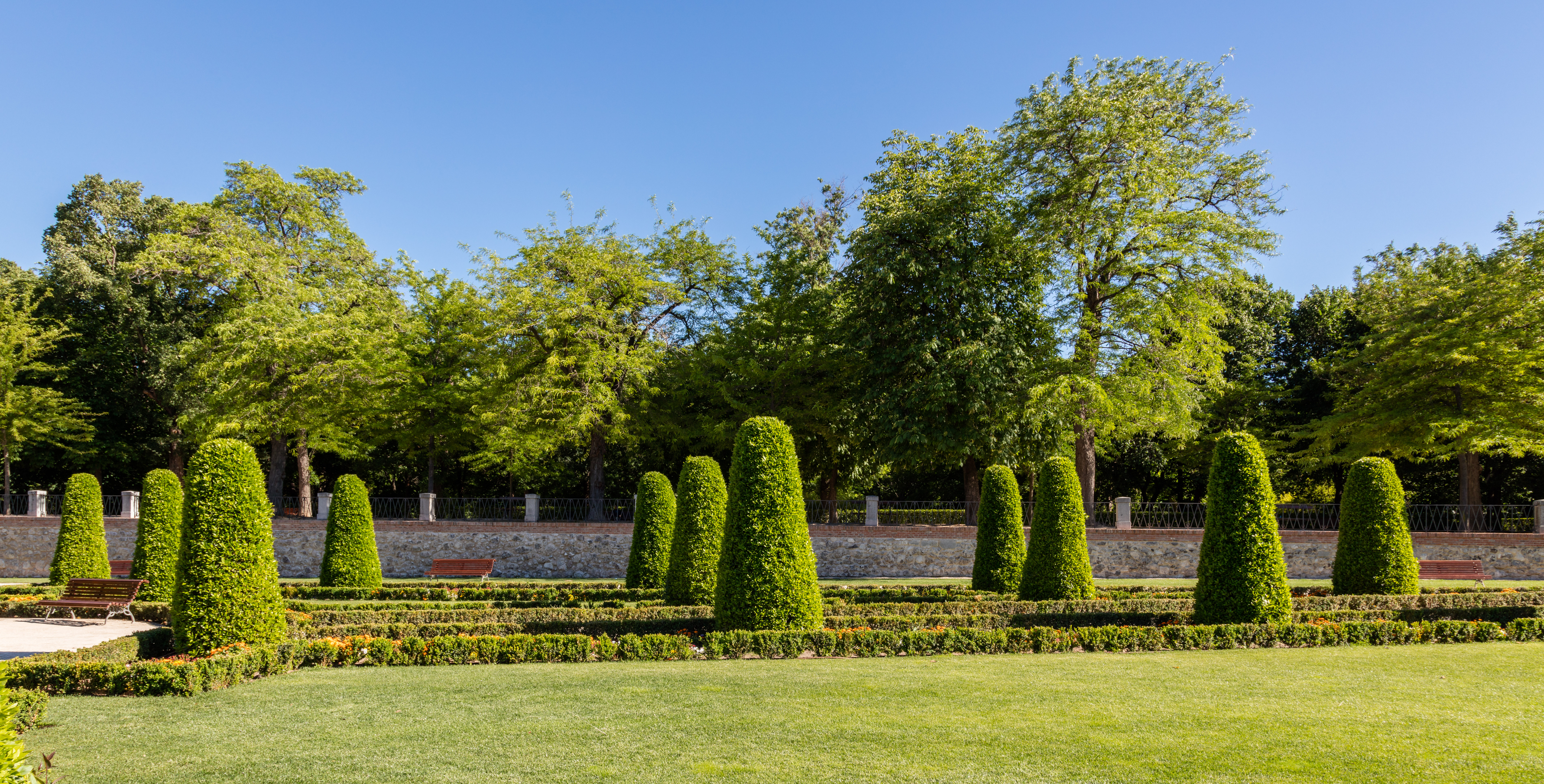
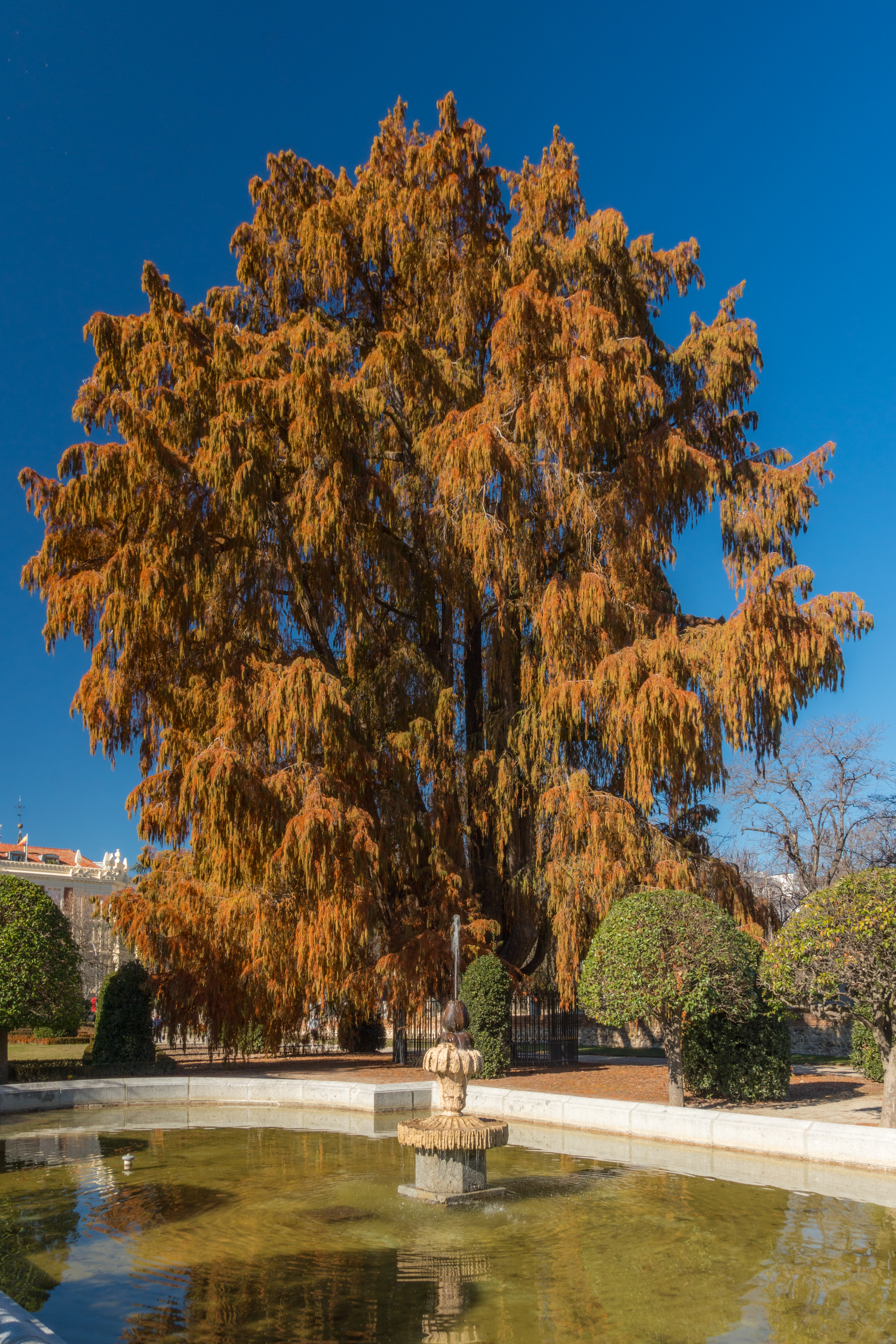
Ahuehuete (Ciprés Calvo) en el Parterre del Retiro.